# Pleocnemia dahlii
Pleocnemia dahlii là một loài thực vật có mạch trong họ Dryopteridaceae. Loài này được (Hieron.) Holttum miêu tả khoa học đầu tiên năm 1991.